# 皮亞特拉-尼亞姆茨
皮亞特拉-尼亞姆茨（羅馬尼亞語：Piatra-Neamţ）是位於羅馬尼亞的一個城市。屬摩爾達維亞地區。它被認為是羅馬尼亞最美麗的城市之一。皮亞特拉-尼亞姆茨是尼亞姆茨縣的首府所在地。

## 名稱由來
「皮亞特拉」（Piatra）在羅馬尼亞語意思為「石頭」，而「尼亞姆茨」（Neamţ）則是該城所的縣尼亞姆茨。其匈牙利語名稱Karácsonkő則是該城的羅馬尼亞語舊名「Piatra lui Crăciun」的意譯，意思為「聖誕石」。德語名稱「Kreuzburg an der Bistritz」意思為「在比斯特里察河畔的十字堡」。

## 照片集

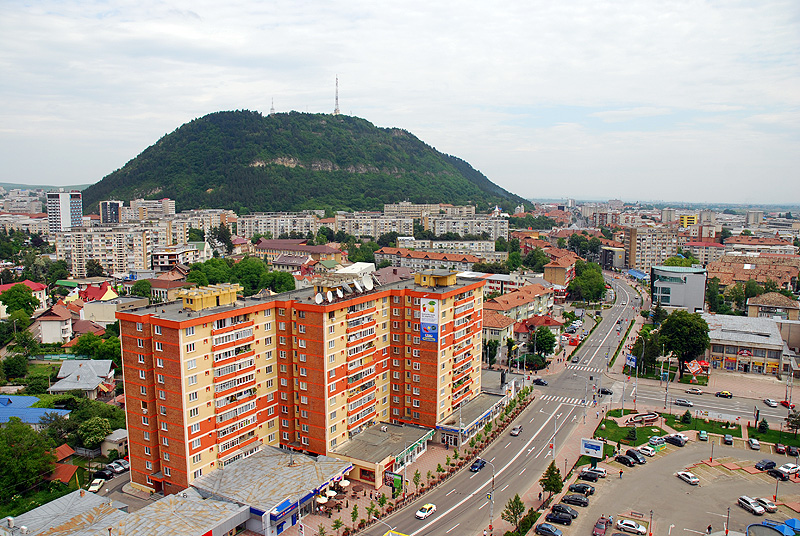
皮耶特里奇卡山，皮亚特拉-尼亚姆茨
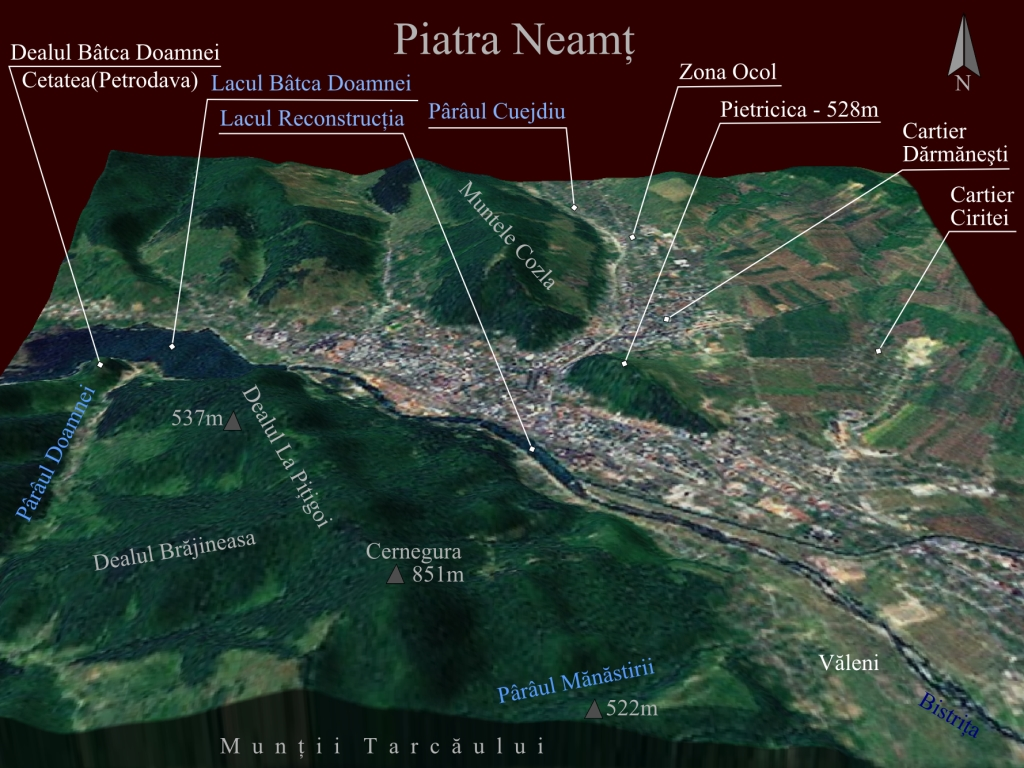
地图
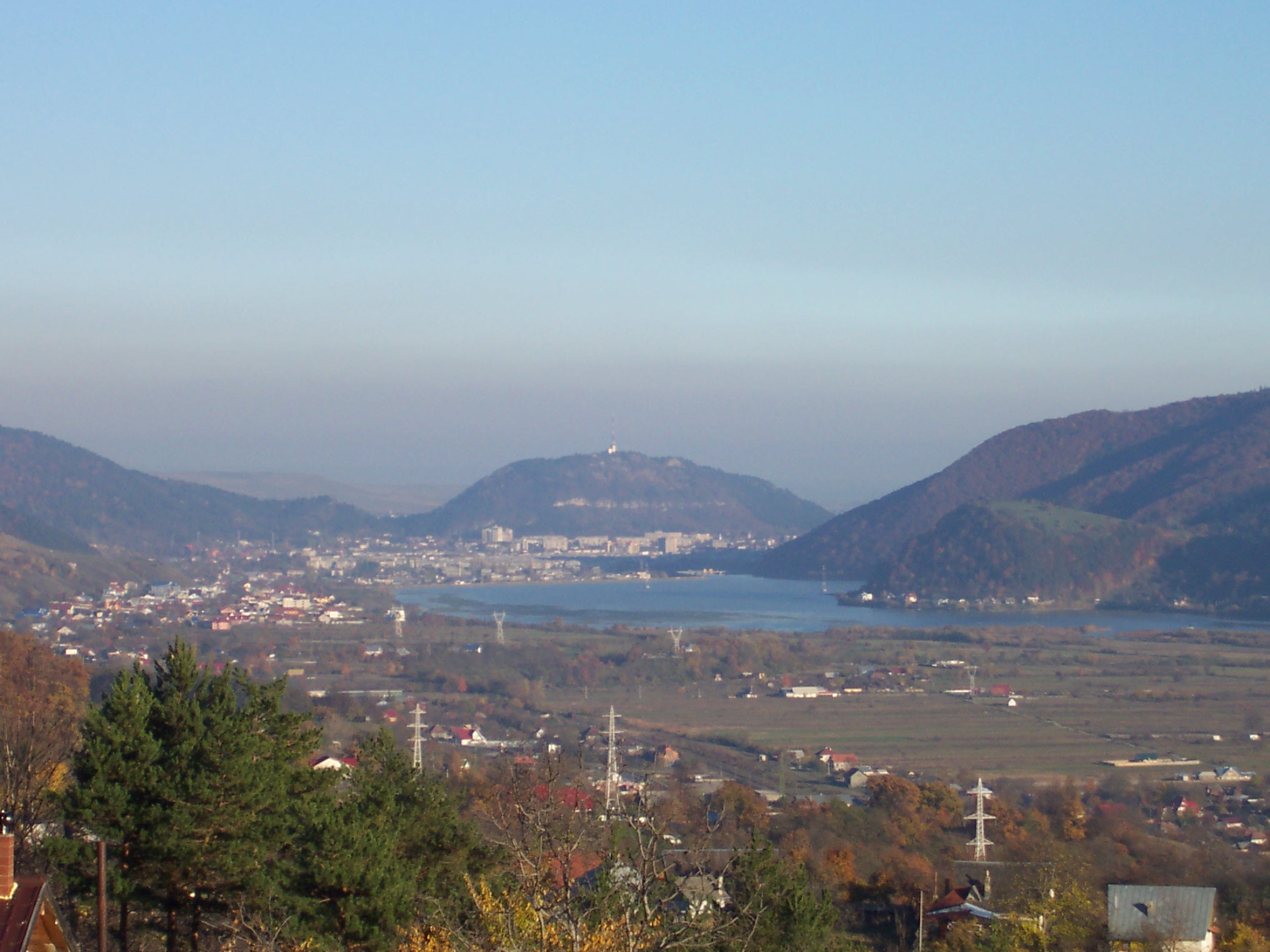
皮亚特拉-尼亚姆茨、比斯特里察河、皮耶特里奇卡山
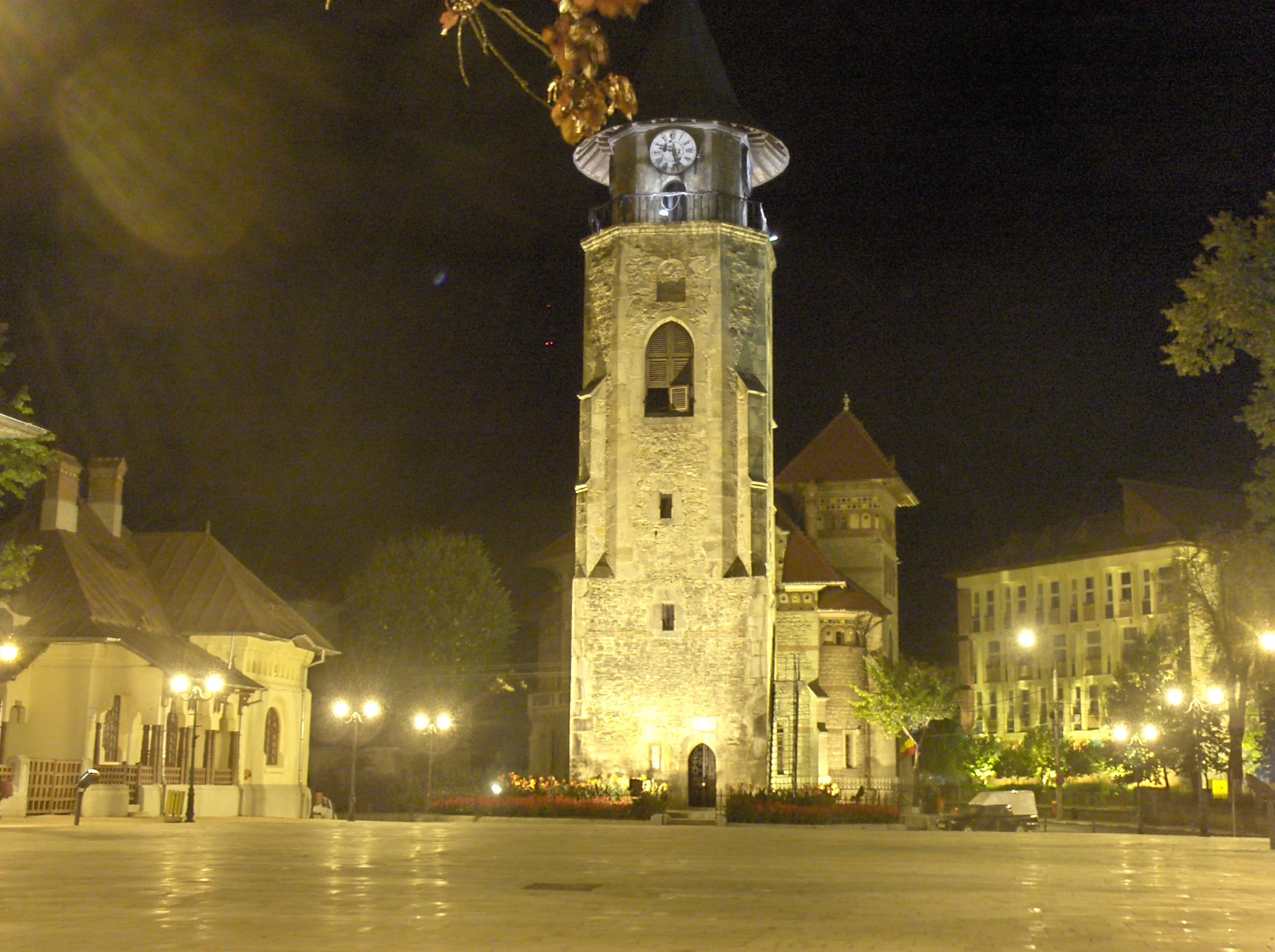
老城区中心广场
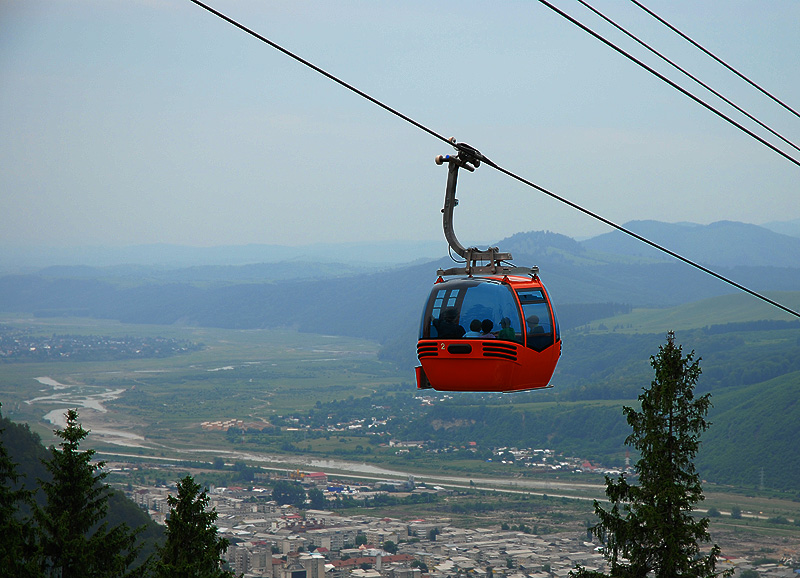
索道，皮亚特拉-尼亚姆茨
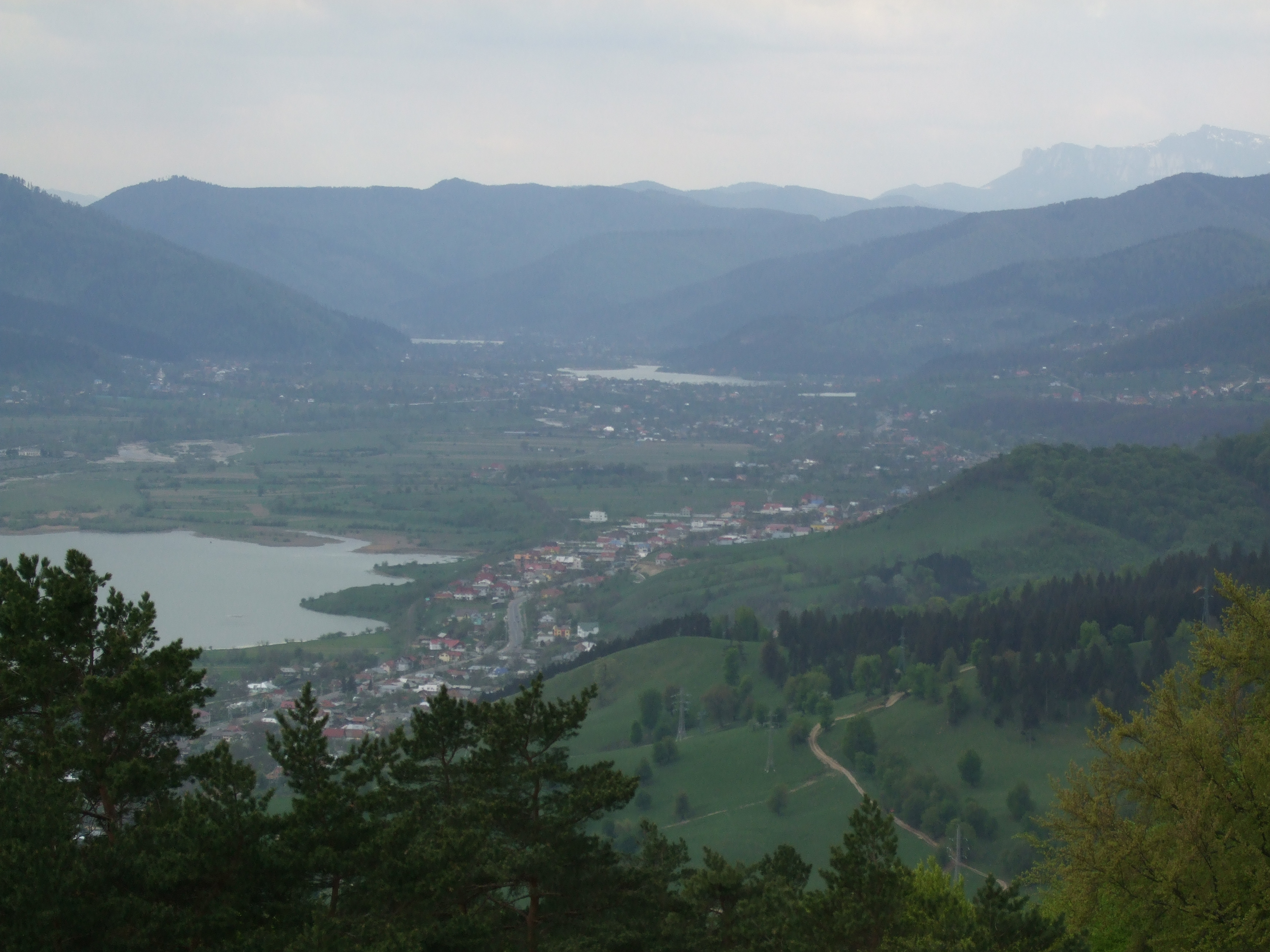
比斯特里察河和恰赫勒乌山

## 外部連結
- 市政厅 - 官方网站 （页面存档备份，存于）
- 其他网站 - 旅游信息 （页面存档备份，存于）